# Ipfirewall
ipfirewall (ipfw) とは、 FreeBSD に内蔵されたパケットフィルタ型のファイアウォールである。 FreeBSD のカーネルに組み込むことも、ローダブルモジュールとして動作することも出来る。 FreeBSD ベースの m0n0wall や TrueNAS 、関係の濃い Mac OS X や DragonFly BSD などに内蔵されており、 Windows にも wipfw として移植されている。